# Скворцов, Степан Алексеевич
Степан Алексеевич Скворцов (1826—1888) — русский агроном

 и педагог; автор ряда научных трудов по сельскохозяйственной тематике. Член-корреспондент Императорского Вольно-экономического общества (1854).

## Биография
Родился 23 ноября (5 декабря) 1826 года в погосте Пяти Крестов (ныне Колыберово) Коломенского уезда Московской губернии в семье дьякона; рано остался круглым сиротой и получил первоначальное образование в Перервинском духовном училище. Затем перешёл в Московскую духовную семинарию, в которой и окончил полный курс учения в 1847 году. К тому времени в программу православных духовных семинарий было решено ввести преподавание сельского хозяйства, и поэтому лучших учеников начали отправлять в специальные сельскохозяйственные учебные заведения для подготовки к преподавательской деятельности<.
Как один из лучших воспитанников он был направлен в Могилёвскую губернию в Горыгорецкий земледельческий институт. В 1851 году, после успешного окончания курса, удостоен звания агронома.
Назначенный затем на кафедру сельского хозяйства в Московскую духовную семинарию, за неимением почти никаких руководств, составил свои собственные записки пo сельскому хозяйству, положившие основание капитальному и известному в своё время его труду: «Основания сельского хозяйства» в 3-х частях (М. 1-е изд. — 1865 г., 2-е изд. — 1870 г., 3-е изд. — 1874 г.).
Несколько лет спустя, когда Скворцов был назначен преподавателем физики и естественной истории, он составил пособия и по этим предметам, что послужило поводом к другому его обширному труду: «Три царства природы. Естественная история в применении к технике, ремёслам и промыслам» (Москва, 1873).
Кроме того, издал следующие работы по сельскому хозяйству: «Опыт оценки поземельных угодий» (М., 1862. 12°); «Приуготовительные сведения таксации: краткие основания естественной истории в применении к сельскому хозяйству» (М., 1863); «О малодоходности имений в настоящее время и о средствах к устранению её, заимствованных из новейших открытий и опытов учёных заграничных и русских» (М., 1864).
Преподавая в семинарии, несколько лет читал лекции и вёл занятия в Константиновском межевом институте, Школе топографов и нескольких частных учебных заведениях. В 1866 году, после упразднения кафедры сельского хозяйства, был назначен помощником инспектора в Московскую духовную семинарию, и эту должность занимал до кончины.
Умер 31 августа (12 сентября) 1888 года в Москве.